# Tungticka
Tungticka (Piptoporus quercinus) är en svampart som först beskrevs av Heinrich Adolph Schrader, och fick sitt nu gällande namn av Petter Adolf Karsten 1881. Tungticka ingår i släktet Piptoporus och familjen Fomitopsidaceae.  Arten är reproducerande i Sverige. Inga underarter finns listade i Catalogue of Life.